# Роберт Карлсон (яхтсмен)
Роберт Карлсон (англ. Robert Carlson, 11 квітня 1905 — 14 квітня 1965) — американський яхтсмен.
Срібний призер Олімпійських Ігор 1932 року в класі 6 метрів.